# Dryopteris dulongensis
Dryopteris dulongensis är en träjonväxtart som först beskrevs av S. K. Wu och X. Cheng, och fick sitt nu gällande namn av Zhang. Dryopteris dulongensis ingår i släktet Dryopteris och familjen Dryopteridaceae. Inga underarter finns listade.